# Episodi di The Garfield Show

## Episodi

### Stagione 1 (2008-2009)
| Numero | Numero | Titolo italiano                   | Titolo originale            |
| ------ | ------ | --------------------------------- | --------------------------- |
| 1      | A (1)  | Il compleanno di Garfield         | Pasta Wars                  |
| 1      | B (2)  | Garfield, mamma per un giorno     | Mother Garfield             |
| 2      | A (3)  | Dolcetto o scherzetto?            | Orange and Black            |
| 2      | B (4)  | Cose da marziani                  | Freaky Monday               |
| 3      | A (5)  | Chi trova un osso trova un tesoro | Bone Diggers                |
| 3      | B (6)  | Un robot per nemico               | The Robot                   |
| 4      | A (7)  | Gioco di squadra                  | A Game of Cat and Mouse     |
| 4      | B (8)  | Il re della pizza                 | Perfect Pizza               |
| 5      | A (9)  | Trappola... per Jon               | Catnap                      |
| 5      | B (10) | Spia o non spia?                  | Agent X                     |
| 6      | A (11) | L'intruso                         | King Nermal                 |
| 6      | B (12) | Pooky, dove sei?                  | Desperately Seeking Pooky   |
| 7      | A (13) | Quei chili di troppo              | High Scale                  |
| 7      | B (14) | Sonnambulismo                     | Jon's Night Out             |
| 8      | A (15) | Meglio... la cornamusa            | Not So Sweet Sound of Music |
| 8      | B (16) | Chi vuole un tacchino?            | Turkey Trouble              |
| 9      | A (17) | Sono pazzi questi cani!           | Pup in the Pound            |
| 9      | B (18) | Una fidanzata per Odie            | Odie in Love                |
| 10     | A (19) | La coppia perfetta                | Pet Matchers                |
| 10     | B (20) | Chi vuole esser fortunato?        | Lucky Charm                 |
| 11     | A (21) | Le stelle ci amano                | Curse of the Were-Dog       |
| 11     | B (22) | Visita di famiglia                | Meet the Parents            |
| 12     | A (23) | Ah, la campagna!                  | Down on the Farm            |
| 12     | B (24) | Un premio da chef                 | The Pet Show                |
| 13     | A (25) | Faraone Garfield                  | Curse of the Cat People     |
| 13     | B (26) | Glenda e Odessa                   | Glenda and Odessa           |
| 14     | A (27) | Immersione                        | Underwater World            |
| 14     | B (28) | Dite Cheese!                      | Family Picture              |
| 15     | A (29) | Viaggio nello spazio              | Time Twist                  |
| 15     | B (30) | Fermate il mondo                  | Time Master                 |
| 16     | A (31) | Mai più pesci                     | Fish to Fry                 |
| 16     | B (32) | Un picnic da lupi!                | Little Yellow Riding Hood   |
| 17     | A (33) | Vita da star!                     | Fame Fatale                 |
| 17     | B (34) | Tele-follia!                      | Virtualodeon                |
| 18     | A (35) | Gatto per gatto                   | It's a Cat's World          |
| 18     | B (36) | Il postino va in vacanza          | Mailman Blues               |
| 19     | A (37) | Di meglio in meglio               | Extreme Housebreaking       |
| 19     | B (38) | Una fortuna spettrale!            | Heir Apparent               |
| 20     | A (39) | Cantando e mangiando              | Caroling Capers             |
| 20     | B (40) | Una torta mostruosa!              | From the Oven               |
| 21     | A (41) | Scherzi da amici                  | Neighbor Nathan             |
| 21     | B (42) | La storia dei cani                | History of Dog              |
| 22     | A (43) | Amici roditori!                   | Up a Tree                   |
| 22     | B (44) | Formaggiolandia                   | It's a Cheese World         |
| 23     | A (45) | No Nermal, no guai!               | Nice to Nermal              |
| 23     | B (46) | Tutti sull'albero!                | Out on a Limb               |
| 24     | A (47) | Ultra super... Garfield!          | Super Me                    |
| 24     | B (48) | Pizza aliena                      | Mastermind                  |
| 25     | A (49) | Sogni a occhi aperti              | The Amazing Flying Dog      |
| 25     | B (50) | La scommessa                      | The Last Word               |
| 26     | A (51) | Un amore primitivo                | Iceman                      |
| 26     | B (52) | T3000                             | T3000                       |

### Stagione 2 (2010-2011)
| Numero | Numero | Titolo italiano                     | Titolo originale            |
| ------ | ------ | ----------------------------------- | --------------------------- |
| 1      | A (1)  | Una casa per tutti                  | Home for the Holidays       |
| 1      | B (2)  | Una casa per tutti                  | Home for the Holidays       |
| 2      | A (3)  | Ricchi, ma per poco                 | Ticket to Riches            |
| 2      | B (4)  | Non è grave, è la gravità!          | Gravity of the Situation    |
| 3      | A (5)  | L'importanza d'essere... non-belli! | The Art of Being Uncute     |
| 3      | B (6)  | La notte delle pantofole viventi    | Night of the Bunny Slippers |
| 4      | A (7)  | Il polpettoide                      | Blasteroid                  |
| 4      | B (8)  | Il grande starnuto                  | The Big Sneeze              |
| 5      | A (9)  | Un controllo robotico               | The Spy Who Fed Me          |
| 5      | B (10) | Il cugino Max                       | Meet Max Mouse              |
| 6      | A (11) | La casa stregata                    | The Haunted House           |
| 6      | B (12) | Strane streghe                      | Which Witch                 |
| 7      | A (13) | La posta del futuro                 | Cyber Mailman               |
| 7      | B (14) | Odie in vendita                     | Odie for Sale               |
| 8      | A (15) | Lavori in campagna                  | Farm Fresh Feline           |
| 8      | B (16) | Giorno da cani... spaziali!         | Dog Days                    |
| 9      | A (17) | Pollerie galattiche                 | Planet of Poultry           |
| 9      | B (18) | Niente più pizza per Garfield!      | With Four You Get Pizza     |
| 10     | A (19) | L'uccellino della felicità          | The Bluebird of Happiness   |
| 10     | B (20) | Dentro Eddie il cuoco               | Inside Eddie Gourmand       |
| 11     | A (21) | Siamo ciò che mangiamo              | Fido Food Feline            |
| 11     | B (22) | Parenti serpenti                    | Everything's Relative       |
| 12     | A (23) | Tesoro, mi s'è ristretto Garfield!  | Honey, I Shrunk the Pets    |
| 12     | B (24) | Garfield smemorato                  | Garfield Astray             |
| 13     | A (25) | La storia dei gatti                 | History of Cats             |
| 13     | B (26) | La depressione del gatto nero       | Black Cat Blues             |
| 14     | A (27) | Più bello del bello                 | Cuter Than Cute             |
| 14     | B (28) | Chi troppo vuole...                 | Great Pizza Race            |
| 15     | A (29) | Lo chef degli chef                  | Master Chef                 |
| 15     | B (30) | Un ospite invadente                 | Guest from Beyond           |
| 16     | A (31) | TV spazzatura                       | Depths of a Salesman        |
| 16     | B (32) | Mai più computer!                   | Night of the Apparatuses    |
| 17     | A (33) | Resti in attesa, prego              | Land of Hold                |
| 17     | B (34) | Penny Henny                         | Penny Henny                 |
| 18     | A (35) | Panico in città                     | A Gripping Tale             |
| 18     | B (36) | Cattivi desideri                    | Wicked Wishes               |
| 19     | A (37) | Un elefante in fuga                 | Jumbo Shrimpy               |
| 19     | B (38) | L'oro dei pirati                    | Pirate Gold                 |
| 20     | A (39) | Io, Garfield e me                   | Me, Garfield, and I         |
| 20     | B (40) | Ispettore Odie                      | Detective Odie              |
| 21     | A (41) | Ladri di case                       | Stealing Home               |
| 21     | B (42) | Il fagiolo saltellante              | Full of Beans               |
| 22     | A (43) | Amore e lasagne                     | Love and Lasagna            |
| 22     | B (44) | Buone azioni                        | True Colors                 |
| 23     | A (45) | Il gatto che prevede il futuro      | Mind Over Mouse             |
| 23     | B (46) | Il grande sonno                     | The Big Sleep               |
| 24     | A (47) | Il troppo stroppia                  | Pampered Pussycat           |
| 24     | B (48) | La vita è bella!                    | Parrot Blues                |
| 25     | A (49) | Pioggia o sole?                     | Rain or Shine               |
| 25     | B (50) | Talpa express                       | The Mole Express            |
| 26     | A (51) | Tempo pazzerello                    | Unfair Weather              |
| 26     | B (52) | Tempo pazzerello                    | Unfair Weather              |

### Stagione 3 (2012)
| Numero | Numero | Titolo italiano                       | Titolo originale                    |
| ------ | ------ | ------------------------------------- | ----------------------------------- |
| 1      | A (1)  | Una fiaba Garfieldiana, prima parte   | Furry Tales, Part 1                 |
| 1      | B (2)  | Una fiaba Garfieldiana, seconda parte | Furry Tales, Part 2                 |
| 2      | A (3)  | Una fiaba Garfieldiana, terza parte   | Furry Tales, Part 3                 |
| 2      | B (4)  | Una fiaba Garfieldiana, quarta parte  | Furry Tales, Part 4                 |
| 3      | A (5)  | Gentili per legge                     | Kind to Kittens                     |
| 3      | B (6)  | Mai fidarsi delle apparenze           | Little Angel                        |
| 4      | A (7)  | Odie di Neanderthal                   | Prehistoric Pup                     |
| 4      | B (8)  | Minaccia dal cuore della Terra        | Land of Later                       |
| 5      | A (9)  | Risate in scatola                     | Laugh in a Can                      |
| 5      | B (10) | Una sfida per Jon                     | The Non-Garfield Show               |
| 6      | A (11) | Il ritorno del vendicatore mascherato | The Caped Avenger Rides Again!      |
| 6      | B (12) | Odie, apprendista supereroe           | The Superhero Apprentice            |
| 7      | A (13) | Pooky, dolce peluche                  | Teddy Dearest                       |
| 7      | B (14) | Il giorno del bagnetto                | Bath Day                            |
| 8      | A (15) | Cane o gatto                          | What a Difference a Pet Makes       |
| 8      | B (16) | Una furetta in casa                   | Garfield Gets Canned                |
| 9      | A (17) | Un mimo parlante                      | Partners in Mime                    |
| 9      | B (18) | Boris, il pupazzo di neve             | Boris the Snowman                   |
| 10     | A (19) | La leggenda del Zabadu, prima parte   | Long Lost Lyman, Part 1             |
| 10     | B (20) | La leggenda del Zabadu, seconda parte | Long Lost Lyman, Part 2             |
| 11     | A (21) | La leggenda del Zabadu, terza parte   | Long Lost Lyman, Part 2             |
| 11     | B (22) | La leggenda del Zabadu, quarta parte  | Long Lost Lyman, Part 4             |
| 12     | A (23) | Chi ha vinto questo premio?           | The Golden Lasagna Awards           |
| 12     | B (24) | Zamparazzi                            | Pawparazzi                          |
| 13     | A (25) | La vendetta di Nermal                 | It's About Time                     |
| 13     | B (26) | Jon, la stella di internet            | Online Arbuckle                     |
| 14     | A (27) | Chi ha mangiato Squeak?               | Muscle Mouse                        |
| 14     | B (28) | Una risata per Garfield               | The Write Stuff                     |
| 15     | A (29) | La via della felicità                 | Cupid Cat                           |
| 15     | B (30) | Controllo mentale                     | The Control Freak                   |
| 16     | A (31) | Il compleanno di Liz                  | Every Witch Way                     |
| 16     | B (32) | Il ritorno del popolo dei gatti       | Revenge of the Cat People           |
| 17     | A (33) | Tutto da solo                         | The Garfield-Only Show              |
| 17     | B (34) | Fuga dal bagnetto                     | Filthy Fugitives                    |
| 18     | A (35) | Che fatica, essere intelligenti!      | Smartest Dog in the World           |
| 18     | B (36) | Garfield agricoltore                  | Farmer Garfield                     |
| 19     | A (37) | Storie di fantasmi                    | More Than Meets the Eye             |
| 19     | B (38) | Amici troppo veloci                   | Fast Friends                        |
| 20     | A (39) | Caccia allo scoiattolo                | Where's Odie                        |
| 20     | B (40) | Una città al guinzaglio               | Doggone Jon                         |
| 21     | A (41) | Maledetto Lunedì                      | The Mysterious Machine              |
| 21     | B (42) | Niente ginnastica per Garfield        | Fitness Crazed                      |
| 22     | A (43) | In Cina per caso, prima parte         | Little Trouble in Big China, Part 1 |
| 22     | B (44) | In Cina per caso, seconda parte       | Little Trouble in Big China, Part 2 |
| 23     | A (45) | In Cina per caso, terza parte         | Little Trouble in Big China, Part 3 |
| 23     | B (46) | In Cina per caso, quarta parte        | Little Trouble in Big China, Part 4 |
| 24     | A (47) | Il mio amico Nermal                   | My Friend, Nermal                   |
| 24     | B (48) | La signora Furetta                    | Take a Ferret to Lunch              |
| 25     | A (49) | Niente fiabe per le streghe           | Bride and Broom                     |
| 25     | B (50) | Problemi, sempre problemi             | Problems, Problems, Problems        |
| 26     | A (51) | Due di tutti                          | Two Times the Trouble               |
| 26     | B (52) | Scambio di personalità                | The Great Trade-Off                 |

### Stagione 4 (2015-2016)
| Numero | Numero | Titolo italiano                                              | Titolo originale                                           |
| ------ | ------ | ------------------------------------------------------------ | ---------------------------------------------------------- |
| 1      | A (1)  | Avventura africana "Zoo melody" (parte 1)                    | The Lion Queen "Zoo Melody" (Part 1)                       |
| 1      | B (2)  | Avventura africana "Benvenuto in Africa" (parte 2)           | The Lion Queen "Welcome to Africa" (Part 2)                |
| 2      | A (3)  | Avventura africana "Nella natura selvaggia" (parte 3)        | The Lion Queen "Life Outside" (Part 3)                     |
| 2      | B (4)  | Avventura africana "Il re dei felini" (parte 4)              | The Lion Queen "King of Cats" (Part 4)                     |
| 3      | A (5)  | Avventura africana "W la libertà" (parte 5)                  | The Lion Queen "Open the Cages" (Part 5)                   |
| 3      | B (6)  | Stregati "L'apprendista strega" (parte 1)                    | Bewitched "Familiar Familiar" (Part 1)                     |
| 4      | A (7)  | Stregati "Nella scuola per streghe" (parte 2)                | Bewitched "Witches Just Wanna Have Fun" (Part 2)           |
| 4      | B (8)  | Stregati "Rivelazioni" (parte 3)                             | Bewitched "The Heartless Witch" (Part 3)                   |
| 5      | A (9)  | Stregati "Paure profonde" (parte 4)                          | Bewitched "The Hall of Witchdom" (Part 4)                  |
| 5      | B (10) | Stregati "Stregati e incantati" (parte 5)                    | Bewitched "Bewitched and Bewildered" (Part 5)              |
| 6      | A (11) | Le macchine infernali "Chi comanda chi?" (parte 1)           | The Mean Machine "Smartphones Too Smart" (Part 1)          |
| 6      | B (12) | Le macchine infernali "Missione Terra" (parte 2)             | The Mean Machine "Men of Steel" (Part 2)                   |
| 7      | A (13) | Le macchine infernali "Un esercito robotico" (parte 3)       | The Mean Machine "Robot Rampage" (Part 3)                  |
| 7      | B (14) | Le macchine infernali "Rivolta su Sprocket" (parte 4)        | The Mean Machine "Rocket to Sprocket" (Part 4)             |
| 8      | A (15) | Le macchine infernali "Rivolta contro i robot" (parte 5)     | The Mean Machine "The Robot Revolution" (Part 5)           |
| 8      | B (16) | C'era un gatto nel West "Sceriffo Jon" (parte 1)             | Glitter Gulch "Go West, Young Cat" (Part 1)                |
| 9      | A (17) | C'era un gatto nel West "Miss Kitty" (parte 2)               | Glitter Gulch "Blazing Lasagna" (Part 2)                   |
| 9      | B (18) | C'era un gatto nel West "La diligenza" (parte 3)             | Glitter Gulch "Showdown at Vito's" (Part 3)                |
| 10     | A (19) | C'era un gatto nel West "Il sogno del cowboy" (parte 4)      | Glitter Gulch "Life on the Stage" (Part 4)                 |
| 10     | B (20) | C'era un gatto nel West "Quanto splendore" (parte 5)         | Glitter Gulch "All That Glitters…" (Part 5)                |
| 11     | A (21) | Bucanieri e filibustieri "Abbordaggi" (parte 1)              | Against All Tides "Scallywags and Scoundrels Sea" (Part 1) |
| 11     | B (22) | Bucanieri e filibustieri "Una sfida piratesca" (parte 2)     | Against All Tides "Adventures on Aruba Island" (Part 2)    |
| 12     | A (23) | Bucanieri e filibustieri "La fuga" (parte 3)                 | Against All Tides "Escape" (Part 3)                        |
| 12     | B (24) | Bucanieri e filibustieri "La balena" (parte 4)               | Against All Tides "Feeding the Fish" (Part 4)              |
| 13     | A (25) | Bucanieri e filibustieri "Il ritorno della regina" (parte 5) | Against All Tides "Return of the Queen" (Part 5)           |
| 13     | B (26) | L'albero della lasagna "Topi da Vito" (parte 1)              | The Lasagna Tree "The Rat Pack" (Part 1)                   |
| 14     | A (27) | L'albero della lasagna "La missione di Vito" (parte 2)       | The Lasagna Tree "Tree's Company" (Part 2)                 |
| 14     | B (28) | L'albero della lasagna "Oh, Italia bella!" (parte 3)         | The Lasagna Tree "Roaming About Rome" (Part 3)             |
| 15     | A (29) | L'albero della lasagna "Il segreto della lasagna" (parte 4)  | The Lasagna Tree "The Pasta Plant" (Part 4)                |
| 15     | B (30) | L'albero della lasagna "Una ricetta per tutti" (parte 5)     | The Lasagna Tree "The Big Broadcast" (Part 5)              |
| 16     | A (31) | Vivere nella natura "Il richiamo della foresta" (parte 1)    | Into the Wild "Call of the Wild" (Part 1)                  |
| 16     | B (32) | Vivere nella natura "Soli nella foresta" (parte 2)           | Into the Wild "Into the Woods" (Part 2)                    |
| 17     | A (33) | Vivere nella natura "Il principe e la rana" (parte 3)        | Into the Wild "Nermal's First Kiss" (Part 3)               |
| 17     | B (34) | Vivere nella natura "Volare alto nel cielo" (parte 4)        | Into the Wild "Where Eagles Don't Dare" (Part 4)           |
| 18     | A (35) | Vivere nella natura "Il paese delle coyote" (parte 5)        | Into the Wild "Ugly Coyotes" (Part 5)                      |
| 18     | B (36) | Vedo il futuro                                               | Double Vision                                              |
| 19     | A (37) | La cugina Petunia                                            | My Cousin Petunia                                          |
| 19     | B (38) | Concerto per cani                                            | Barking Mad                                                |
| 20     | A (39) | Il sogno definitivo                                          | Garfception                                                |
| 20     | B (40) | Indovina quel formaggio!                                     | For Mice                                                   |
| 21     | A (41) | Sei lattine di cibo per gatti                                | Six-Can Solution                                           |
| 21     | B (42) | Non contare quelle pecore                                    | Silence of the Sheep                                       |
| 22     | A (43) | Profumo di torta                                             | Bulldog of Doom                                            |
| 22     | B (44) | Mamma gufo                                                   | Mother Owl                                                 |
| 23     | A (45) | Casa mia!                                                    | Home Sweet Home                                            |
| 23     | B (46) | Che fine ha fatto zia Ivy?                                   | Whatever Happened to Aunt Ivy?                             |
| 24     | A (47) | Buon compleanno a me                                         | Delicious Donut Day                                        |
| 24     | B (48) | La nipotina di Squeak                                        | Little Miss Mouse                                          |
| 25     | A (49) | Il segreto delle puzzole                                     | Stink, Stank, Skunk!                                       |
| 25     | B (50) | Jon due                                                      | Jon 2                                                      |
| 26     | A (51) | Il mio cane è un gatto                                       | The Dog of My Cat                                          |
| 26     | B (52) | Il mondo senza di me                                         | World Without Me                                           |
| 27     | A (53) | Gatto timido                                                 | Fraidy Cat                                                 |
| 27     | B (54) | La notte molto, molto lunga                                  | The Very, Very Long Night                                  |